# Вопросы психологии
Вопро́сы психоло́гии — советский и российский научный журнал в области психологии. Выходит 6 раз в год, объём — 12 печатных листов. Учредителем является Российская академия образования. Включён в список научных журналов ВАК Минобрнауки России, Web of Science и Scopus.
В прошлом, старейшее и наиболее престижнее профильное издание, дожившее до наших дней, по показателям национального рейтинга журналов по психологии РИНЦ за 2015—2021 год, журнал «Вопросы психологии» стремительно утратил позиции одного из двух ведущих национальных психологических журнала и на настоящий момент занимает 19 место в рейтинге национальных психологических изданий.
В «Диссеропедии научных журналов» проекта «Диссернет» это издание попало в категорию «Журнал со значительными нарушениями».

## История
Решение о создании журнала было принято на заседании Президиума Академии педагогических наук РСФСР (АПН РСФСР; ныне — РАО) 11 ноября 1954 года. По результатам доклада А. А. Смирнова Президиум постановил:

1. Утвердить ответственным редактором журнала А. А. Смирнова, заместителем отв. редактора — В. Н. Колбановского.
2. Журнал издавать в объёме 8 печатных листов, формата 70х108 в 1/16 долю, тиражом 5000 экземпляров с выходом один раз в два месяца.
3. Продажную стоимость одного экземпляра журнала установить в 10 рублей.
4. Среднюю ставку авторского гонорара за статьи, помещенные в журнале, установить в 2000 рублей за авторский лист…
[…]

6. Издание журнала возложить на Издательство Академии педагогических наук [Архив АПН СССР. Ф. 25. Оп. № 1. Д. 1623. Л. 121—122]— Щедрина Е. В. К 40-летию журнала «Вопросы психологии» // Вопросы психологии. — 1995. — № 6. — С. 5—8
Первый выпуск журнала состоялся в феврале 1955 года.

### Главные редакторы
- доктор педагогических наук, действ. член АПН СССР А. А. Смирнов (1955—1958, 1966—1980);
- доктор педагогических наук, действ. член АПН РСФСР Б. М. Теплов (1958—1965);
- доктор психологических наук, действ. член РАО А. М. Матюшкин (1981—1992);
- кандидат психологических наук Е. В. Щедрина (с 1993).

## Редакционная коллегия
В состав редакционной коллегии входят: действ. член РАО А. Г. Асмолов, член-корр. РАО Б. С. Братусь, действ. член РАО А. И. Донцов, д.психол.н. Т. Д. Марцинковская, действ. член РАО Н. Н. Нечаев, д.психол.н. А. Б. Орлов, д.психол.н. Н. И. Чуприкова, член-корр. РАН А. В. Юревич.

## Рубрики в журнале
«Теоретические исследования», «Возрастная и педагогическая психология», «Психология и практика», «Психологическая консультация», «Тематические сообщения», «Дискуссии и обсуждения», «История психологии», «Памятные даты», «Экспериментальные исследования», «Методики», «За рубежом», «Из опыта работы», «Критика и библиография», «Из редакционной почты», «Научная жизнь», «Наши юбиляры».